# Henric Stuart, Lord Darnley

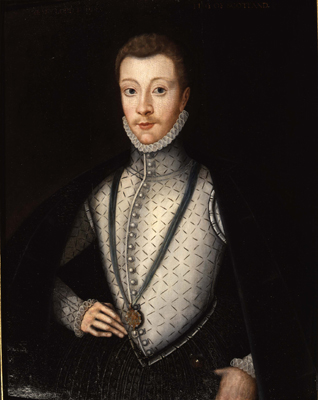
Henric Stuart, Lord Darnley

Henry Stuart Lord Darnley (n. 1545, Temple Newsam - d. Edinburgh, 1567) a fost duce de Albany și prinț scoțian. A fost nepot a lui Henric al VII-lea al Angliei și a fost văr și al doilea soț al Mariei I Stuart, cu care a avut un fiu, pe Iacob I al Angliei. În 1566 a luat parte la asasinarea unui secretar al Mariei Stuart, David Rizzio. A fost ucis 
de Lordul Bothwell, al treilea amant al Mariei I Stuart, la Kirk'o Field, Edinburg, la 10 februarie 1567, prin strangulare la Provost's House.

## Tinerețea

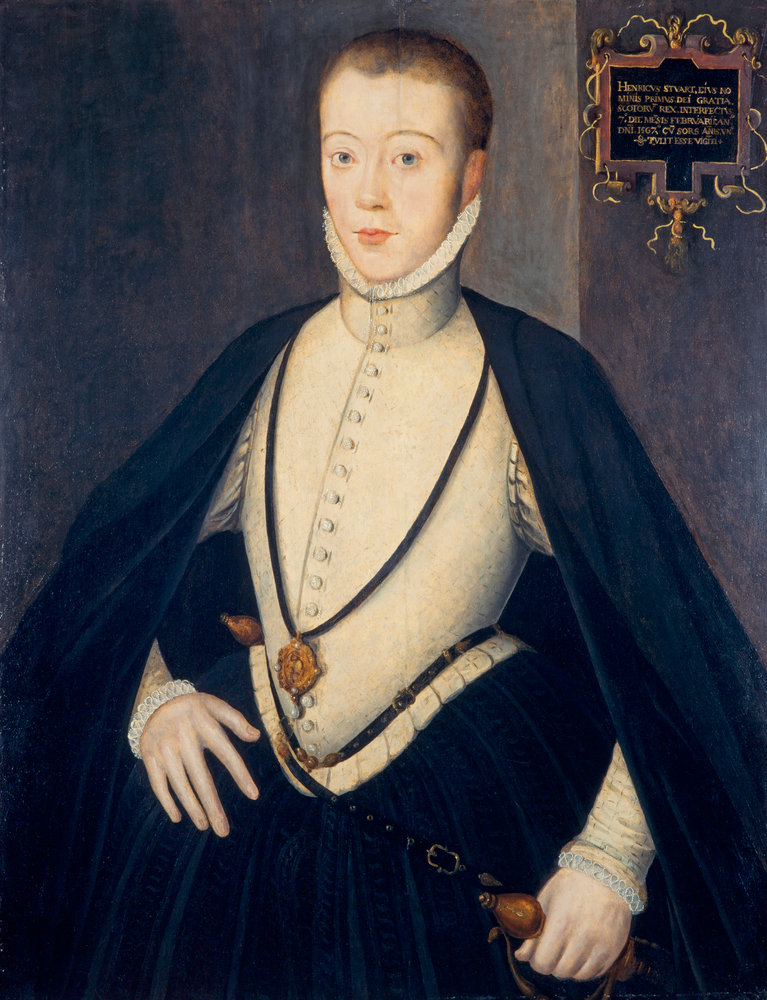
Henry Stuart

Henry Stuart s-a născut în 1545 la Temple Newsam, Leeds, West Riding of Yorkshire, Anglia. A fost fiul lui Margaret Douglas și al contelui de Lenox, Mathew Stewart. Catolic, era descendent al casei Stuart și al casei Tudor fiind nepot al Margaretei Tudor, fiica mai mare a lui Henric al VII-lea al Angliei. Prin părinții săi putea avea pretenții la tronul Scoției, fiind descendent a lui Iacob al II-lea al Scoției și la tronul Angliei. Tatăl lui Henry, a fost acuzat de trădare pentru că a luat parte la Rough Wooing, ca oponent al Mariei de Guise și al lui James Hamilton, al II-lea conte de Arran, iar moșiile sale din Scoția i-au fost confiscate. A fost silit să trăiască în exil în Anglia 22 de ani, până în 1564 când s-a întors în Scoția. Mama lui Darnley a părăsit Scoția în 1528. Darnley a fost educat în conformitate cu rangul său. A învățat latina, franceza, engleza și scoțiana. A studiat dansul, muzica și cântatul la lăută. Printre profesorii săi s-au numărat savantul scoțian John Elder și Arthur Lallart. Avea un fizic atletic, era un  bun călăreț și iubea vânătoarea.

## Căsătoria cu regina Scoției
Maria Stuart s-a căsătorit cu Darnley în 29 iulie 1565 în capela regală de la Holyrood Palace. Căsătoria nu a fost aprobată de Elisabeta I și nici de nobilii protestanți scoțieni, printre care se afla și fratele vitreg al Mariei Stuart, Iacob Stuart, I conte de Moray.      